# جيروم د. ماك
جيروم د. ماك (بالإنجليزية: Jerome D. Mack) هو شخصية أعمال أمريكي، ولد في 6 نوفمبر 1920 في ألبيون في الولايات المتحدة، وتوفي في 26 سبتمبر 1998 في لوس أنجلوس في الولايات المتحدة.